# Dilar juniperi
Dilar juniperi är en insektsart som beskrevs av Monserrat 1988. Dilar juniperi ingår i släktet Dilar och familjen Dilaridae. Inga underarter finns listade i Catalogue of Life.